# Marathópolis
Marathópolis (Marathopolis) är en ort i Grekland.   Den ligger i prefekturen Messenien och regionen Peloponnesos, i den södra delen av landet, 220 km sydväst om huvudstaden Aten. Marathópolis ligger 10 meter över havet och antalet invånare är 877.
Terrängen runt Marathópolis är kuperad åt nordost, men söderut är den platt. Havet är nära Marathópolis åt sydväst. Runt Marathópolis är det ganska tätbefolkat, med 65 invånare per kvadratkilometer. Närmaste större samhälle är Gargaliánoi, 4,9 km öster om Marathópolis. 